# Dena DeRose
Dena DeRose (n. 15 februarie 1966, Binghamton⁠(d), New York, SUA) este o pianistă, cântăreață și profesoară de jazz americană. Deși și-a început cariera doar ca pianistă, problemele medicale cu mâna au obligat-o să devină și vocalistă, lansând totodată șapte albume solo.

## Biografie

### Tinerețe
DeRose s-a născut în Binghamton, New York, părinții ei fiind muncitori în construcții și foști patinatori profesioniști din echipa Ice Capades. A început să cânte la pian la vârsta de trei ani și a devenit curând o adeptă a jazzului.
În copilărie, a cântat la orgă și la percuție și a cântat la pian în fanfarele școlare. Când era adolescentă, obișnuia să meargă cu mașina la New York City pentru a-i vedea pe muzicieni de jazz precum Hank Jones și Mulgrew Miller. După liceu, lui DeRose i s-a oferit o bursă la Concordia College, dar a ales în schimb să urmeze cursurile Universității Binghamton. La vârsta de 18 ani, DeRose s-a alăturat unei trupe locale populare de top 40, cântând la pian electric și sintetizator. De asemenea, a început să cânte părți de armonie vocală cu vocalistul trupei. La 21 de ani, DeRose a fost diagnosticată cu sindrom de tunel carpian și artrită. Suferind dureri severe la mâna dreaptă, a fost forțată să înceteze să cânte la pian. Neavând spectacole timp de aproape un an, a intrat în depresie și a apelat la droguri și alcool pentru a face față situației. Într-o seară, se afla într-un bar și asculta trioul lui Doug Beardsley, când cineva i-a sugerat să se ridice și să cânte. De atunci, a cântat regulat cu trioul lui Beardsley în Binghamton. După aproximativ încă 18 luni, a suferit două operații la mâna dreaptă, ceea ce i-a permis să înceapă să cânte din la pian.
S-a mutat la New York în 1991 pentru a-și continua cariera.

### Carieră de înregistrare
Ea și-a lansat albumul de debut, Introducing Dena DeRose, la Amosaya Records în 1995, iar un an mai târziu a renegociat cu casa de discuri Sharp Nine. Albumul a inclus standarde de jazz „Blue Skies”, „How Deep Is the Ocean?” și „Ev'ry Time We Say Goodbye”. Scott Yanow de la AllMusic a numit albumul „un început impresionant”. Cel de-al doilea album al ei, Another World, a fost lansat în 1998 cu un septet de muzicieni printre care Steve Davis, Steve Wilson, Ingrid Jensen și Daniel Sadownick. Printre piese s-au numărat standardele „Spring Is Here” și „In the Wee Small Hours of the Morning”, precum și „Don't Go”, compusă de DeRose. A lansat încă două albume la Sharp Nine, I Can See Clearly Now (2000) și Love's Holiday (2002), înainte de a trece la MAXJAZZ. 
Primul ei album la MAXJAZZ, și al cincilea în total, a fost din 2005, „A Walk in the Park”, care a inclus un trio... care au început să lucreze împreună cu câțiva ani înainte și au continuat să cânte împreună cu intermitențe în următorii doisprezece ani... cu basistul Martin Wind și bateristul Matt Wilson. 
A inclus versiuni ale piesei „The Lonely Ones” de Duke Ellington, „Imagine ” de John Lennon și „I Concentrate on You” de Cole Porter. A lucrat cu Gene Bertoncini, Ray Brown, Jay Clayton, John Clayton, Bruce Forman, Benny Golson, Wycliffe Gordon, Jeff Hamilton, Billy Hart, Bill Henderson, Mark Murphy, Judy Niemack, Ken Peplowski, Houston Person, Alex Riel, Marvin Stamm, Clark Terry și Steve Turre.

## Predare
DeRose este profesor de canto și șeful catedrei de jazz vocal la Universitatea de Muzică și Arte Dramatice din Graz, Austria, din 2006. Profesoară obișnuită la Stanford Jazz Workshop în ultimii 20 de ani, predă periodic și la alte programe de tabere de vară și ateliere, inclusiv Litchfield Summer Camp, Taller de Musics din Spania și Conservatorul Prince Claus din Groningen, Olanda.

## Discografie
| An          | Titlu                                          | Label                 | Nota |
| ----------- | ---------------------------------------------- | --------------------- | --- |
| 1995; 1998  | Introducing Dena DeRose                        | Amosaya; Sharp Nine   | Cu Steve Wilson (saxofon alto, saxofon soprano), Michael Zisman (contrabas), Albert „Tootie” Heath (tobe) |
| 1999        | Another World                                  | Sharp Nine            | Cu Ingrid Jensen (trompetă, flugelhorn), Steve Davis (trombon), Steve Wilson (saxofon alto, saxofon soprano), Dwayne Burno (contrabas), Mark Taylor (tobe), Daniel Sadownick (percuție)                                                                                    |
| 1999        | Time After Time                                | Ferony Enterprises    | Duet, cu Doug Ferony (vocal) |
| 2000        | I Can See Clearly Now                          | Sharp Nine            | Cu Jim Rotondi (trompetă), Joel Frahm (tenor sax, soprano sax), Joe Locke (vibraphone), Dwayne Burno (bass), Mark Taylor (tobe), Matt Wilson (tobe) |
| 2002        | Love's Holiday                                 | Sharp Nine            | Cu Jim Rotondi (trompetă), Brian Lynch (trompetă), Tony Kadleck (trompetă, flugelhorn), Steve Davis (trombon), Sara Della Posta (Horn francez), Joe Locke (vibraphone), Peter Washington (bass), Matt Wilson (tobe), Și invitatul special: Bill Charlap (pian pe un track) |
| 2005        | A Walk in the Park                             | Maxjazz               | Trio, cu Martin Wind (bass), Matt Wilson (tobe) |
| 2006        | The Nearness of Two [live]                     | GoFour [italy]        | Duet, cu Marvin Stamm (trompetă) |
| 2007        | Live at Jazz Standard, Vol. 1                  | Maxjazz               | Trio, cu Martin Wind (bass), Matt Wilson (drums), plus invitatul: Joel Frahm (tenor sax); în cadrul concertului |
| 2007 [2008] | Live at Jazz Standard, Vol. 2                  | Maxjazz               | Trio, cu Martin Wind (bass), Matt Wilson (tobe); în cadrul concertului |
| 2010 [2012] | Travelin' Light                                | Maxjazz               | Solo |
| 2014        | We Won't Forget You: An Homage to Shirley Horn | HighNote              | Cu Martin Wind (bass), Matt Wilson (tobe), plus invitatul: Jeremy Pelt (trompetă), Eric Alexander (tenor sax), Gary Smulyan (baritone sax) |
| 2015 [2016] | United                                         | HighNote              | Cu Martin Wind (bass), Matt Wilson (tobe), plus invitatul: Ingrid Jensen (trompetă), Peter Bernstein (chitară) |
| 2015 [2016] | La Rosita [live]                               | DiscMedi Blau [spain] | Cu Scott Hamilton (tenor sax), Ignasi González (bass), Jo Krause (tobe) |
| 2020        | Ode to the Road                                | HighNote              | Cu Martin Wind (bass), Matt Wilson (tobe), plus invitații: Jeremy Pelt (trompetă), Houston Person (tenor sax), Sheila Jordan (voce) |

Sursă: 